# Belcastel-et-Buc

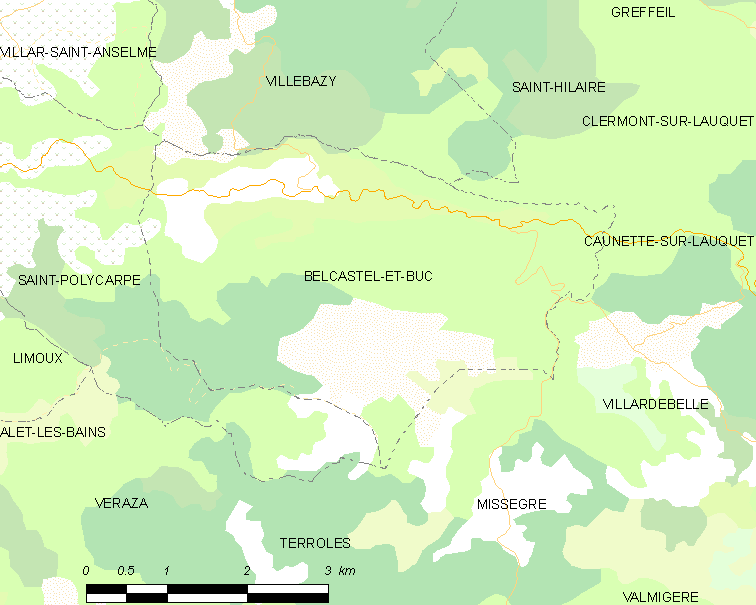

Pour les articles homonymes, voir Belcastel et Buc.
Belcastel-et-Buc  est une commune française située dans l'ouest du département de l'Aude, en région Occitanie.
Sur le plan historique et culturel, la commune fait partie du massif des Corbières, un chaos calcaire formant la transition entre le Massif central et les Pyrénées. Exposée à un climat méditerranéen, elle est drainée par le ruisseau de Guinet, le ruisseau de Saint-Polycarpe et par deux autres cours d'eau. La commune possède un patrimoine naturel remarquable : un site Natura 2000 (les « hautes Corbières ») et deux zones naturelles d'intérêt écologique, faunistique et floristique.
Belcastel-et-Buc est une commune rurale qui compte 60 habitants en 2022, après avoir connu un pic de population de 280 habitants en 1841. Elle fait partie de l'aire d'attraction de Limoux. Ses habitants sont appelés les Belbucois  et ses habitantes les Belbucoises.
En 2020, 59 personnes habitent la commune dans le village et les domaines alentour. La commune possède deux églises dont une à côté d'un château en ruine. Belcastel-et-Buc est divisée en trois groupes d'habitations : Buc (le village principal avec la mairie), Gauzy et Belcastel.

## Géographie

### Localisation
La commune est située sur la Méridienne verte dans l'aire urbaine de Limoux. Elle se situe à une vingtaine de kilomètres de Carcassonne et une dizaine de Limoux.

### Communes limitrophes
| Villebazy       | Saint-Hilaire                 | Caunette-sur-Lauquet |
| Saint-Polycarpe | Belcastel-et-Buc              | Villardebelle        |
|                 | Terroles (par un quadripoint) | Missègre             |

### Géologie et relief
Belcastel-et-Buc se situe en zone de sismicité 2 (sismicité faible). Le relief de ce hameau est plutôt montagnard malgré son climat plutôt méditerranéen. En effet, en été il peut faire très chaud et les hivers assez doux bien qu'il peut arriver qu'un tapis blanc se dépose sur cette vallée. L'altitude moyenne de la commune est d'environ 364 mètres. C'est une commune très étendue avec plus de 14 km2  de superficie.

### Hydrographie
La commune est dans la région hydrographique « Côtiers méditerranéens », au sein du bassin hydrographique Rhône-Méditerranée-Corse. Elle est drainée par le ruisseau de Guinet, le ruisseau de Saint-Polycarpe, le ruisseau de la Pradelle et le ruisseau de Piquestèle, constituant un réseau hydrographique de 9 km de longueur totale,.
Le ruisseau de Guinet, d'une longueur totale de 11,8 km, prend sa source dans la commune de Missègre et s'écoule vers l'ouest puis se réoriente au nord. Il traverse la commune et se jette dans le Lauquet à Clermont-sur-Lauquet, après avoir traversé 7 communes.
Le ruisseau de Saint-Polycarpe, d'une longueur totale de 12,6 km, prend sa source dans la commune et s'écoule d'est en ouest. Il traverse la commune et se jette dans l'Aude à Limoux, après avoir traversé 3 communes.

### Climat
Pour des articles plus généraux, voir Climat de l'Occitanie et Climat de l'Aude.
En 2010, le climat de la commune est de type climat méditerranéen altéré, selon une étude s'appuyant sur une série de données couvrant la période 1971-2000. En 2020, Météo-France publie une typologie des climats de la France métropolitaine dans laquelle la commune est dans une zone de transition entre le climat océanique altéré et le climat de montagne ou de marges de montagne et est dans une zone de transition entre les régions climatiques « Aquitaine, Gascogne » et « Pyrénées orientales ».
Pour la période 1971-2000, la température annuelle moyenne est de 13 °C, avec une amplitude thermique annuelle de 15,5 °C. Le cumul annuel moyen de précipitations est de 902 mm, avec 10,1 jours de précipitations en janvier et 4,8 jours en juillet. Pour la période 1991-2020, la température moyenne annuelle observée sur la station météorologique la plus proche, située sur la commune de Limoux à 10 km à vol d'oiseau, est de 13,6 °C et le cumul annuel moyen de précipitations est de 666,0 mm,. Pour l'avenir, les paramètres climatiques de la commune estimés pour 2050 selon différents scénarios d’émission de gaz à effet de serre sont consultables sur un site dédié publié par Météo-France en novembre 2022.

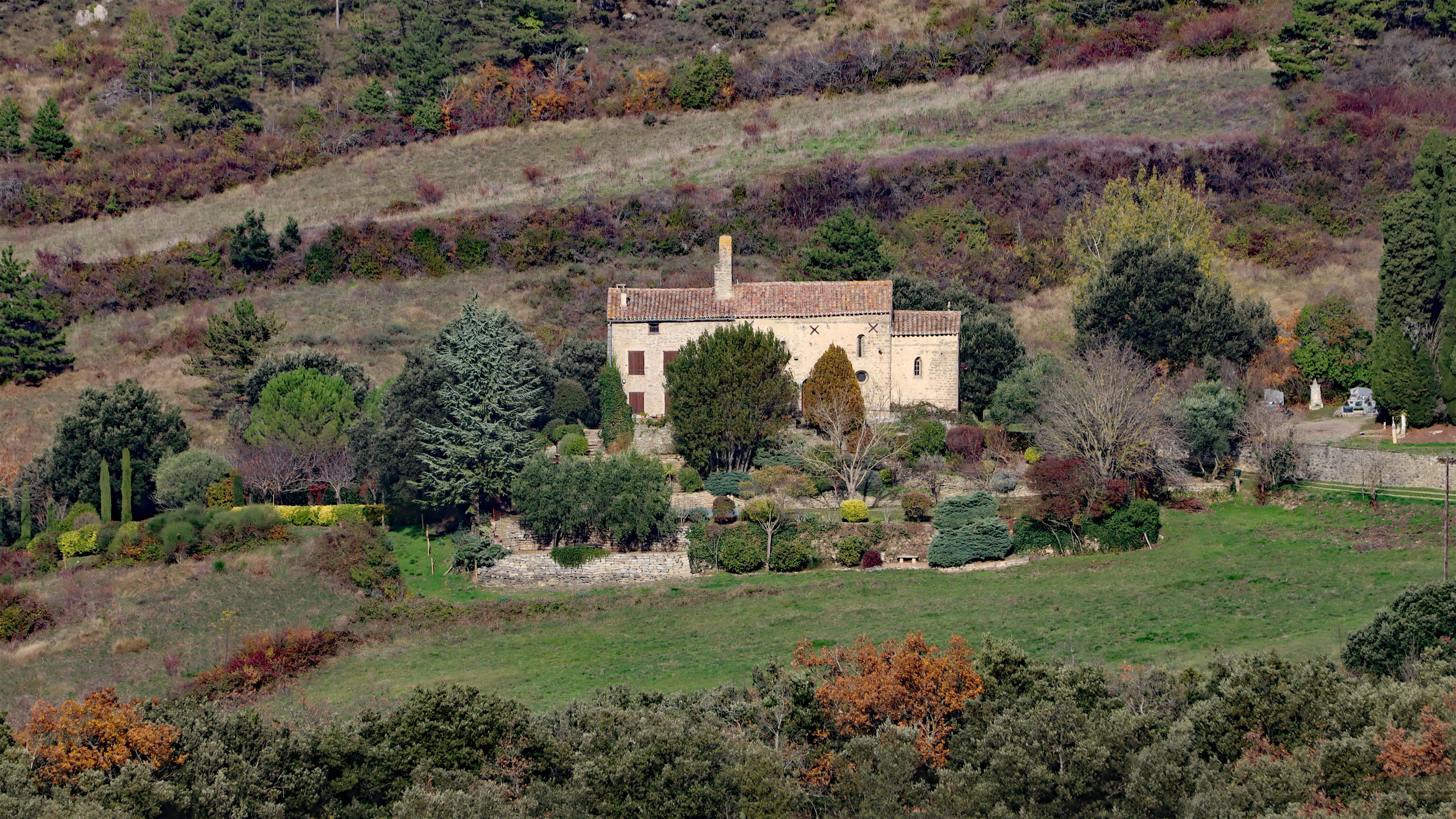
L'église de Buc.
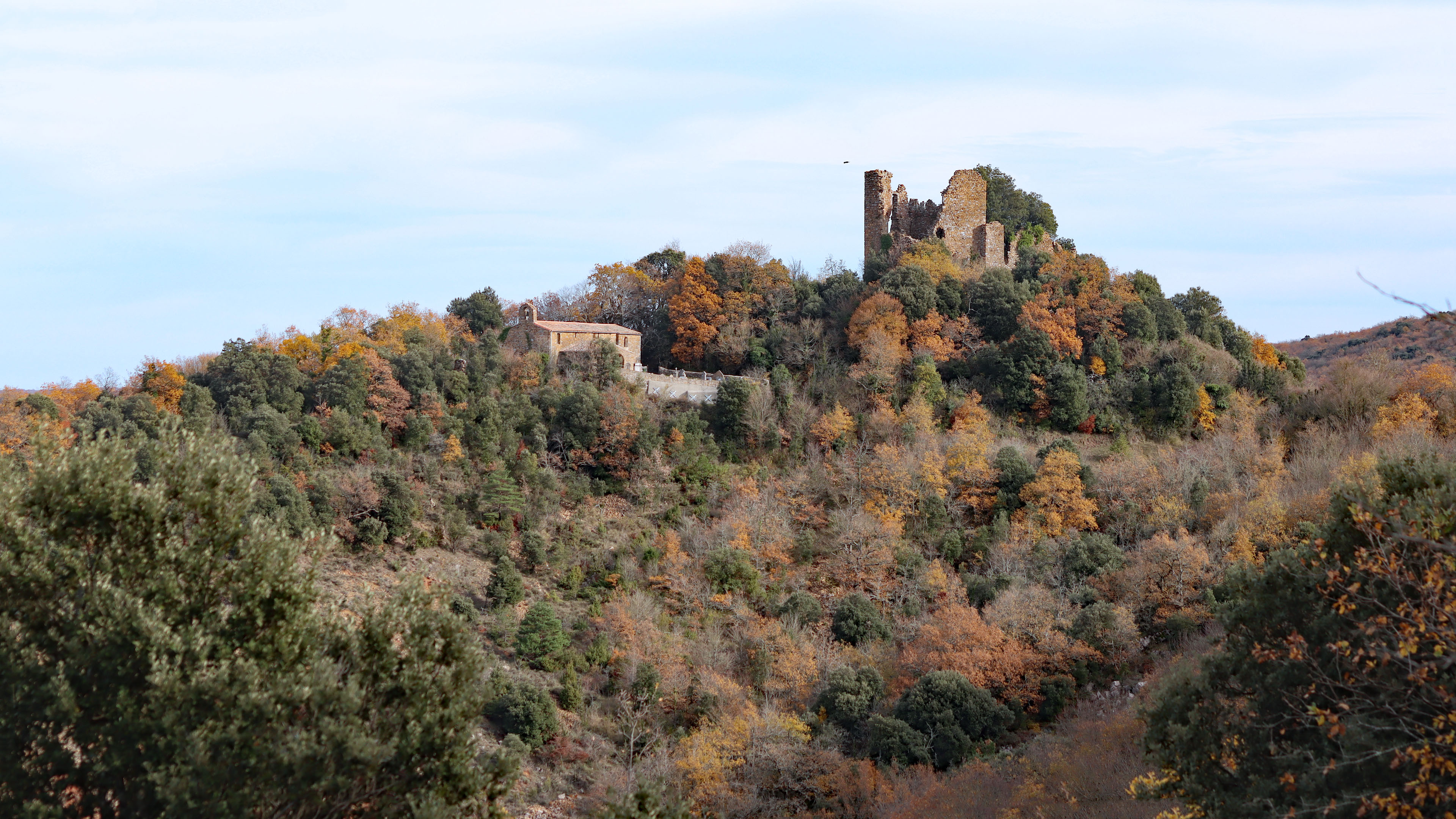
Le château de Belcastel.
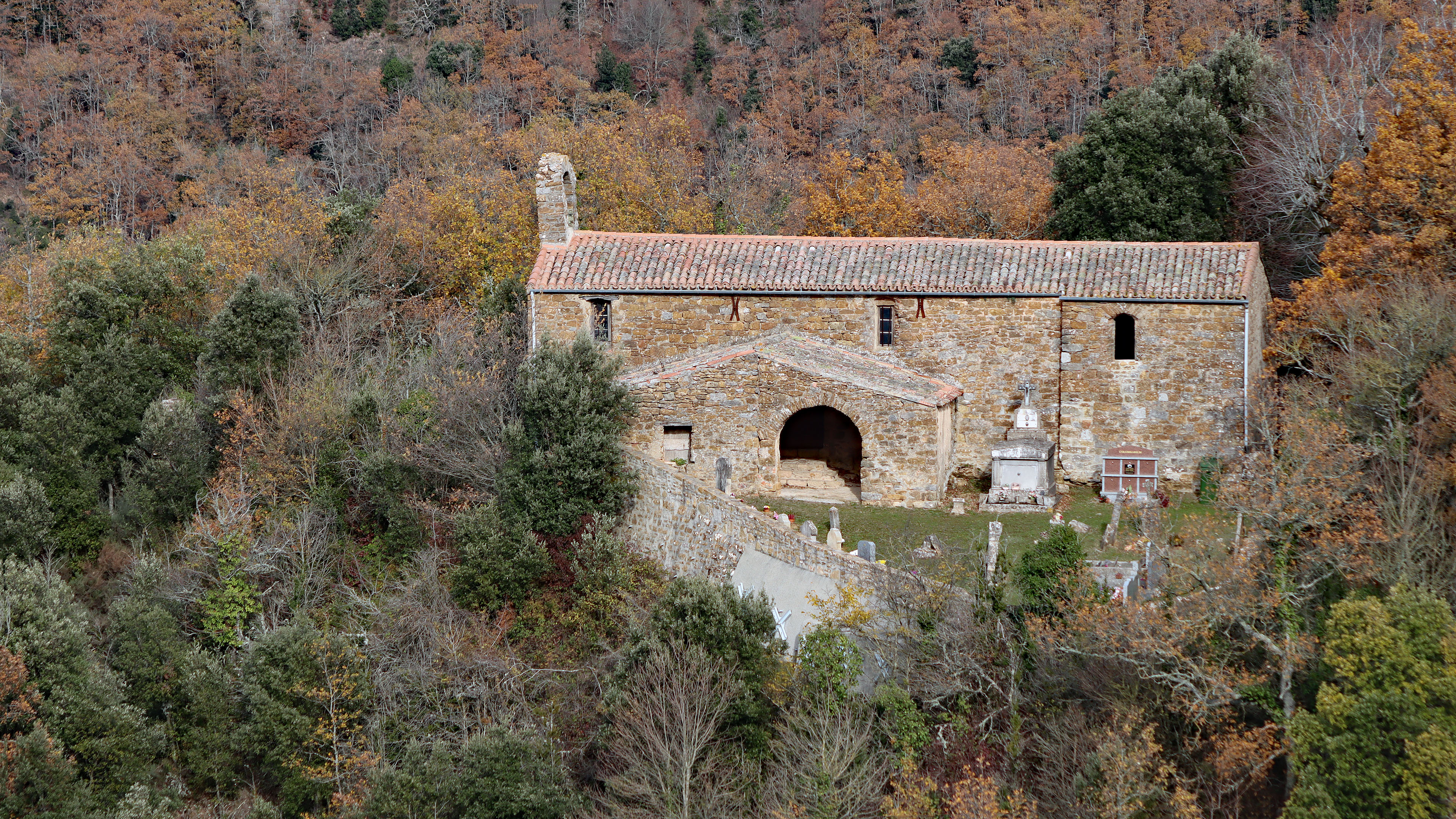
L'église de Belcastel.
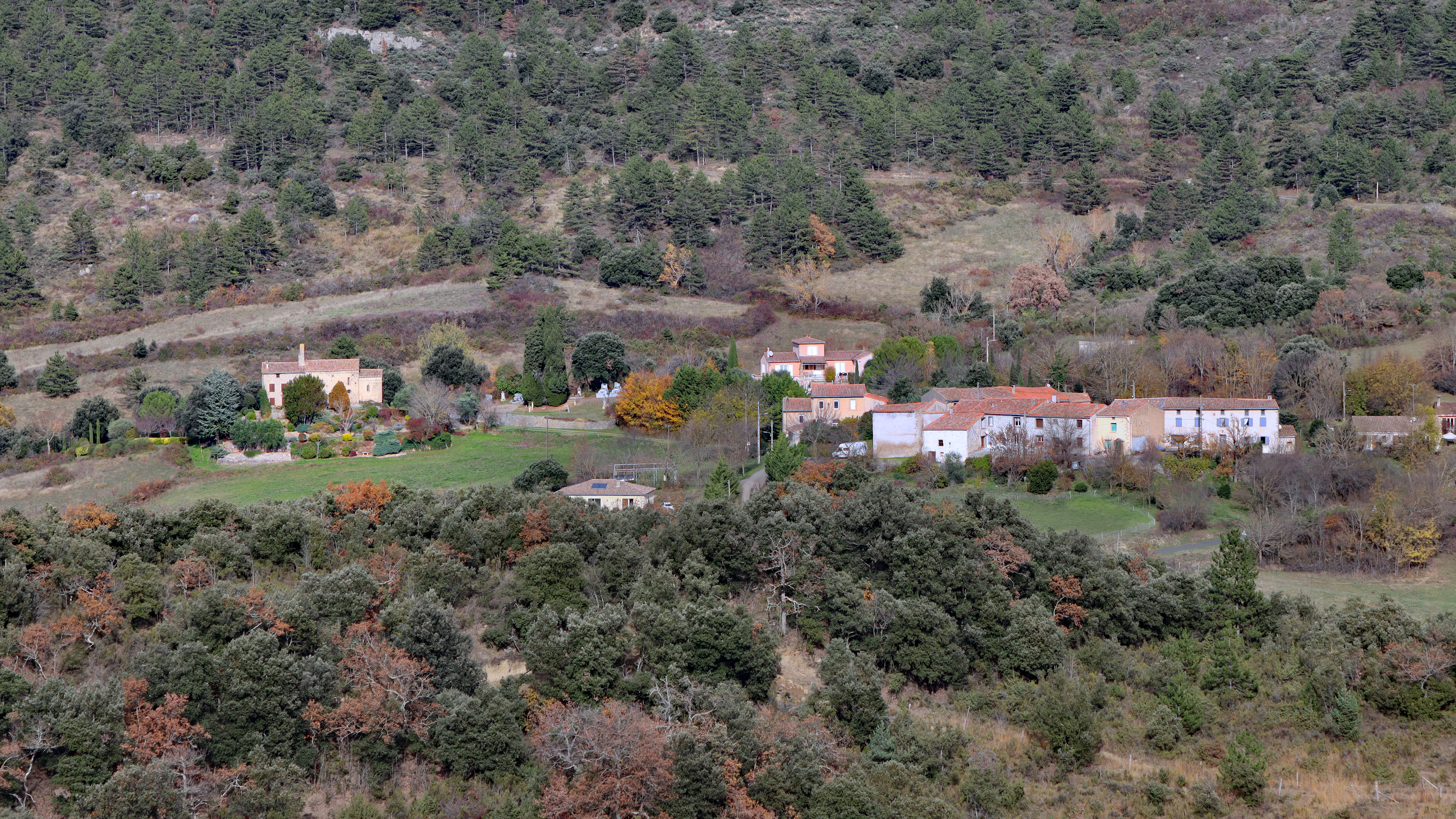
Buc vu du sud.

### Milieux naturels et biodiversité

#### Réseau Natura 2000

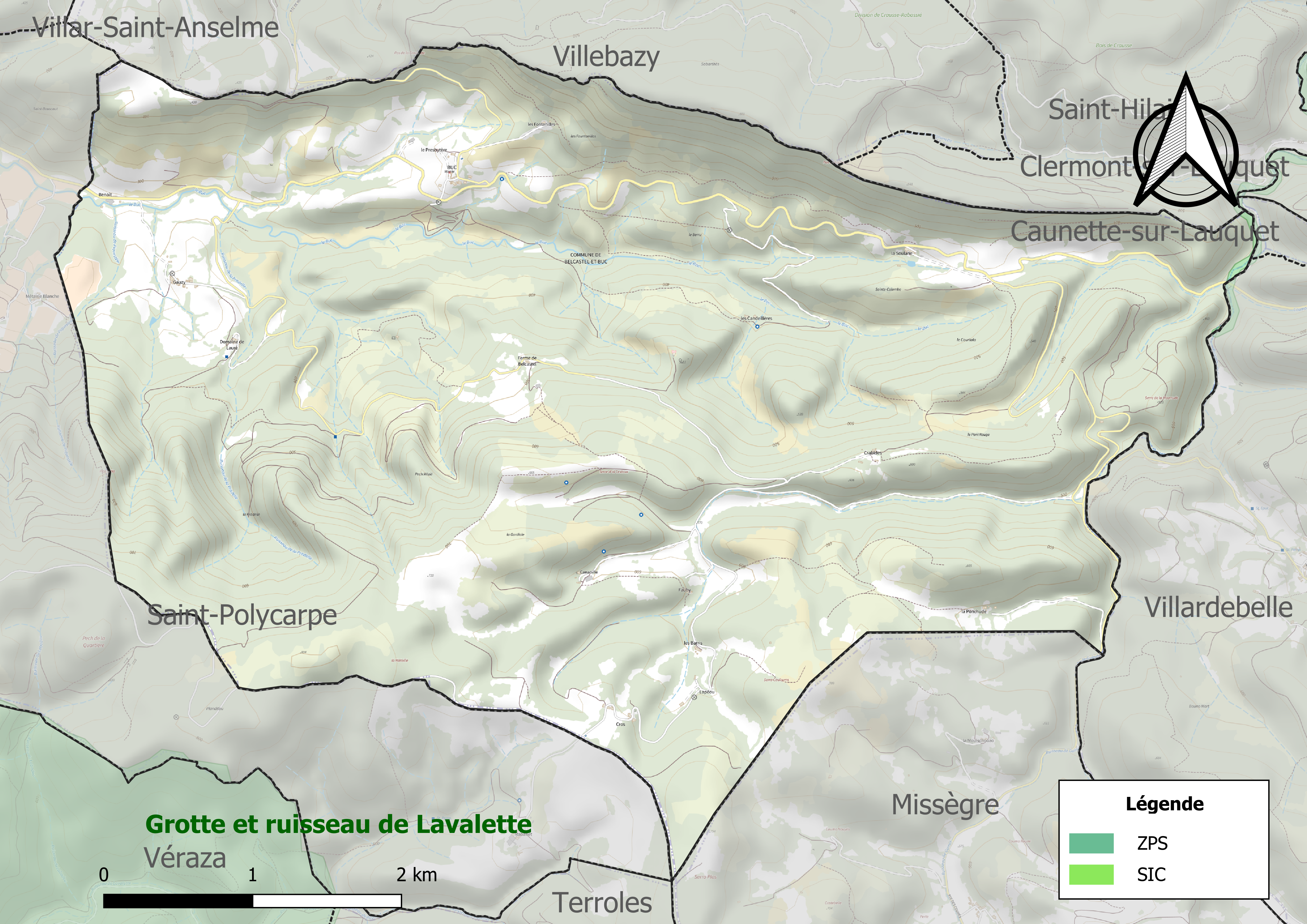
Sites Natura 2000 sur le territoire communal.

Le réseau Natura 2000 est un réseau écologique européen de sites naturels d'intérêt écologique élaboré à partir des directives habitats et oiseaux, constitué de zones spéciales de conservation (ZSC) et de zones de protection spéciale (ZPS).
Un site Natura 2000 a été défini sur la commune au titre  de la directive oiseaux : les « hautes Corbières », d'une superficie de 28 398 ha, accueillant une avifaune riche et diversifiée : rapaces tels que les Busards, l'Aigle Royal, le Circaète Jean-le-Blanc, qui trouvent sur place des conditions favorables à la nidification et à leur alimentation du fait de l'importance des milieux ouverts.

#### Zones naturelles d'intérêt écologique, faunistique et floristique
L’inventaire des zones naturelles d'intérêt écologique, faunistique et floristique (ZNIEFF) a pour objectif de réaliser une couverture des zones les plus intéressantes sur le plan écologique, essentiellement dans la perspective d’améliorer la connaissance du patrimoine naturel national et de fournir aux différents décideurs un outil d’aide à la prise en compte de l’environnement dans l’aménagement du territoire.
Une ZNIEFF de type 1 est recensée sur la commune :
la « rivière du Lauquet et ruisseaux de Guinet et de l'Alberte » (115 ha), couvrant 6 communes du département et une ZNIEFF de type 2, : 
les « Corbières occidentales » (59 005 ha), couvrant 66 communes du département.

Carte des ZNIEFF de type 1 et 2 à Belcastel-et-Buc.
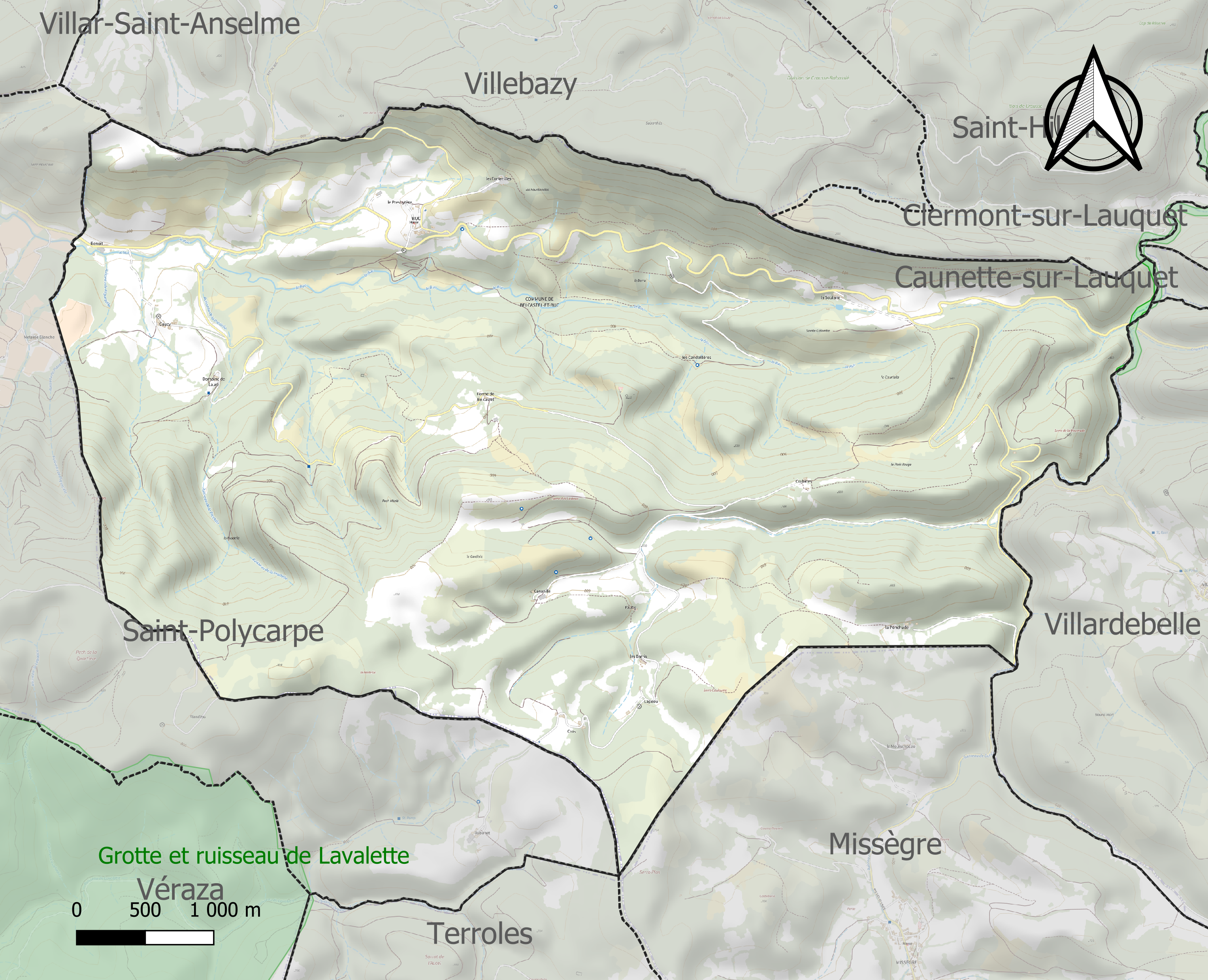
Carte de la ZNIEFF de type 1 sur la commune.
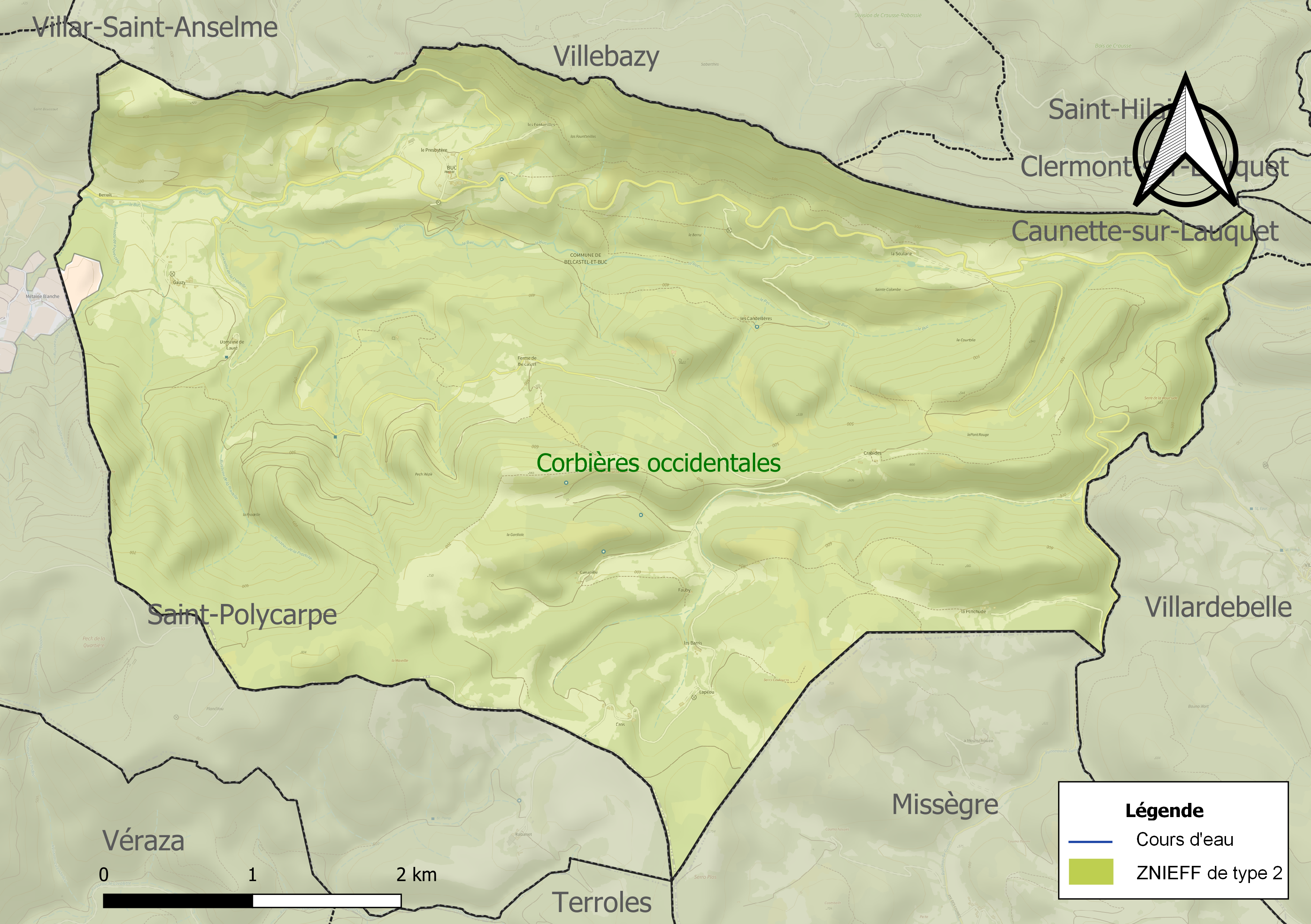
Carte de la ZNIEFF de type 2 sur la commune.

## Urbanisme

### Typologie
Au 1er janvier 2024, Belcastel-et-Buc est catégorisée commune rurale à habitat très dispersé, selon la nouvelle grille communale de densité à 7 niveaux définie par l'Insee en 2022.
Elle est située hors unité urbaine. Par ailleurs la commune fait partie de l'aire d'attraction de Limoux, dont elle est une commune de la couronne,. Cette aire, qui regroupe 39 communes, est catégorisée dans les aires de moins de 50 000 habitants,.

### Occupation des sols
L'occupation des sols de la commune, telle qu'elle ressort de la base de données européenne d’occupation biophysique des sols Corine Land Cover (CLC), est marquée par l'importance des forêts et milieux semi-naturels (75,2 % en 2018), en diminution par rapport à 1990 (90,4 %). La répartition détaillée en 2018 est la suivante : 
forêts (60,4 %), zones agricoles hétérogènes (23,8 %), milieux à végétation arbustive et/ou herbacée (14,8 %), prairies (0,7 %), cultures permanentes (0,3 %). L'évolution de l’occupation des sols de la commune et de ses infrastructures peut être observée sur les différentes représentations cartographiques du territoire : la carte de Cassini (XVIIIe siècle), la carte d'état-major (1820-1866) et les cartes ou photos aériennes de l'IGN pour la période actuelle (1950 à aujourd'hui).

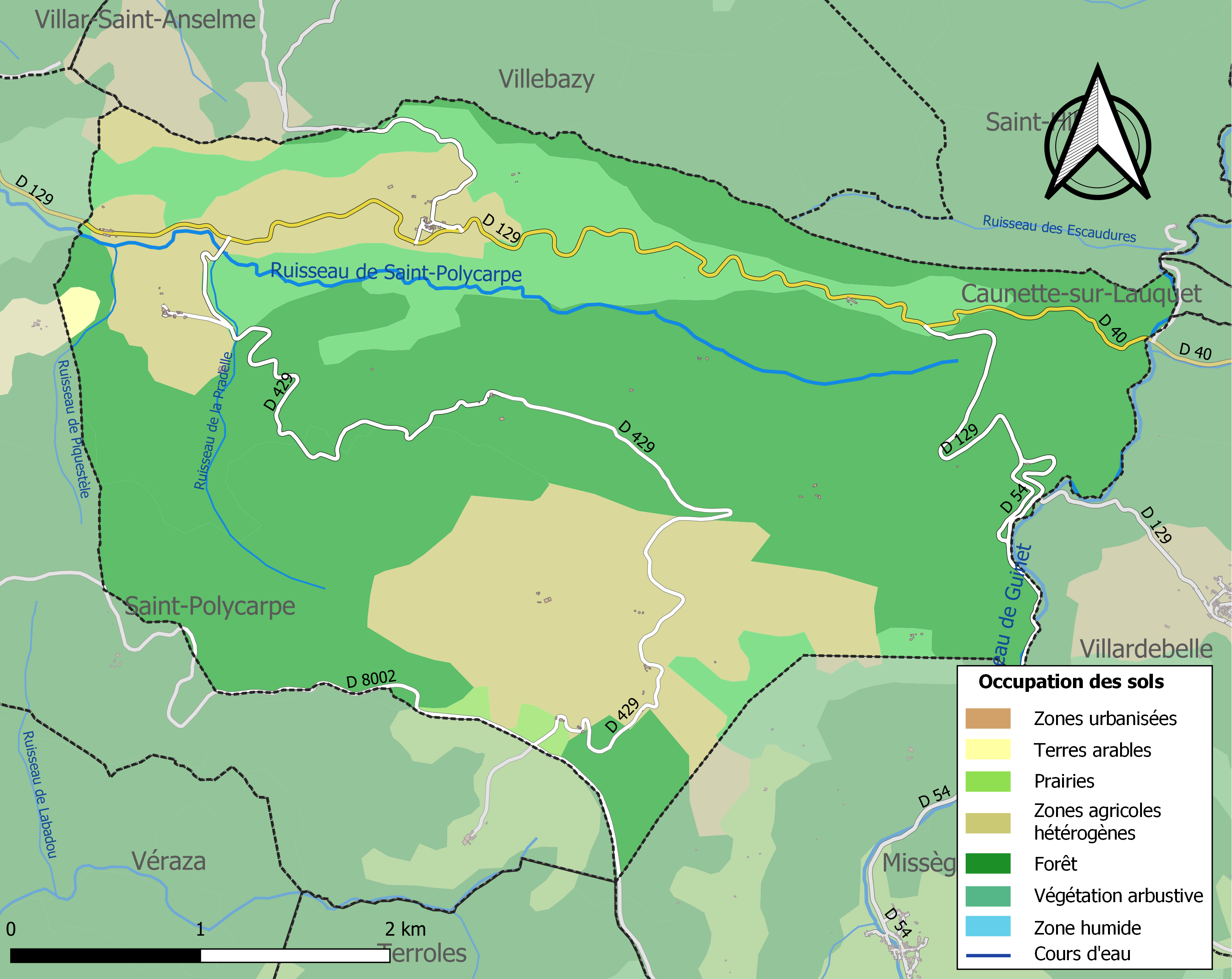
Carte des infrastructures et de l'occupation des sols de la commune en 2018 (CLC).

### Risques majeurs
Le territoire de la commune de Belcastel-et-Buc est vulnérable à différents aléas naturels : météorologiques (tempête, orage, neige, grand froid, canicule ou sécheresse), feux de forêts et séisme (sismicité faible). Un site publié par le BRGM permet d'évaluer simplement et rapidement les risques d'un bien localisé soit par son adresse soit par le numéro de sa parcelle.

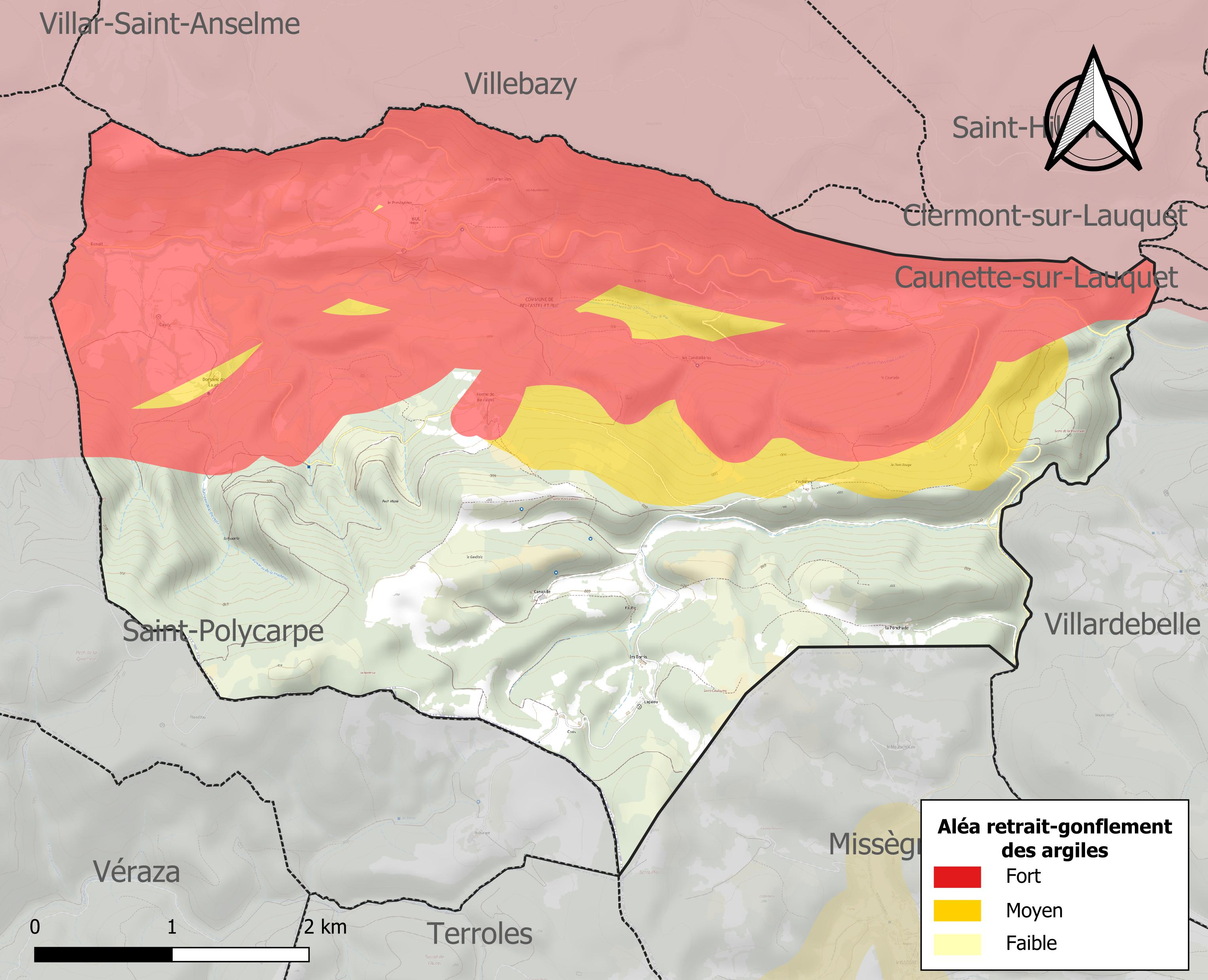
Carte des zones d'aléa retrait-gonflement des sols argileux de Belcastel-et-Buc.

Le retrait-gonflement des sols argileux est susceptible d'engendrer des dommages importants aux bâtiments en cas d’alternance de périodes de sécheresse et de pluie. 56,3 % de la superficie communale est en aléa moyen ou fort (75,2 % au niveau départemental et 48,5 % au niveau national). Sur les 40 bâtiments dénombrés sur la commune en 2019, 30 sont en aléa moyen ou fort, soit 75 %, à comparer aux 94 % au niveau départemental et 54 % au niveau national. Une cartographie de l'exposition du territoire national au retrait gonflement des sols argileux est disponible sur le site du BRGM,.

## Politique et administration

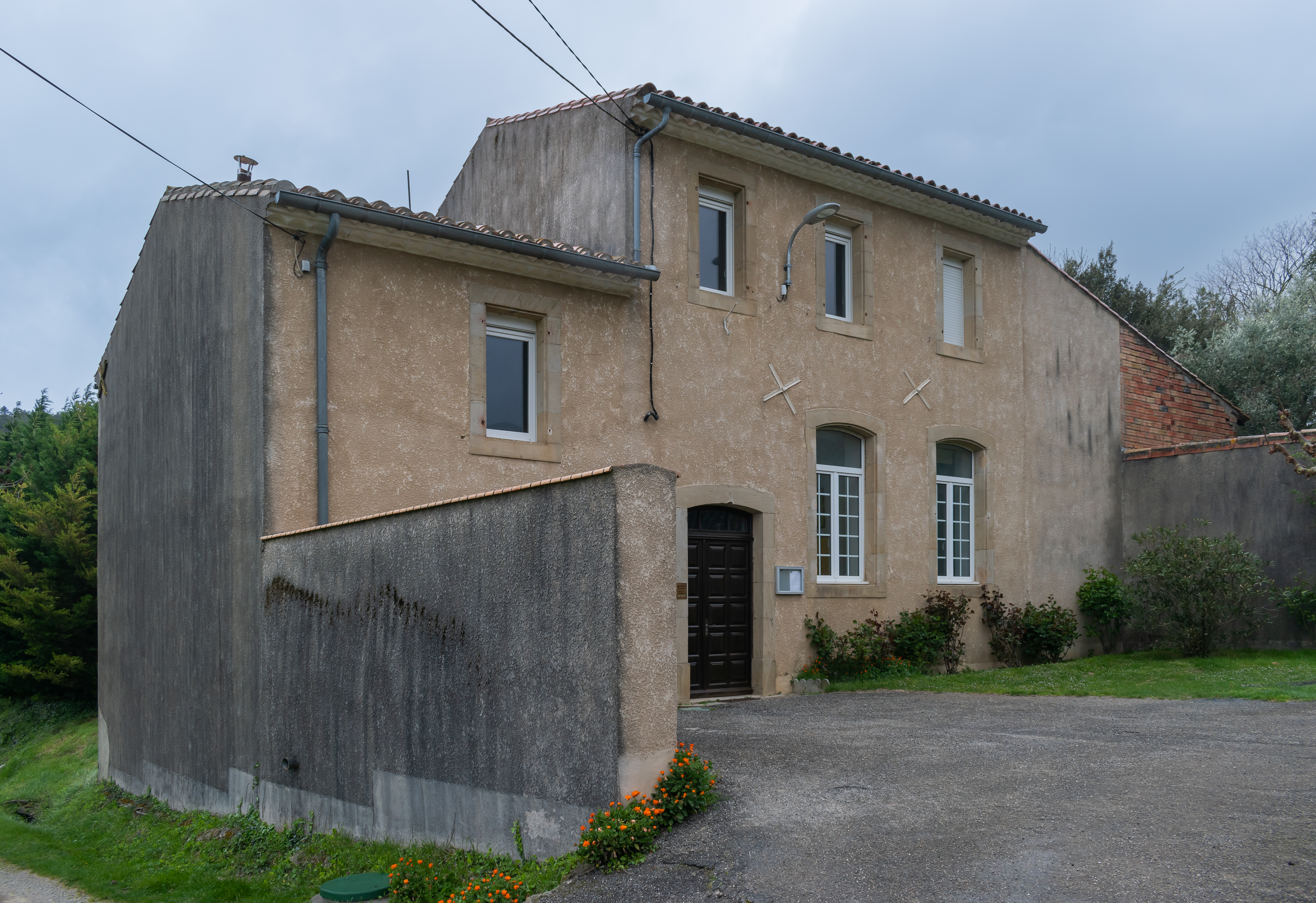
Mairie de Belcastel-et-Buc.

### Découpage territorial
La commune de Belcastel-et-Buc est membre de la communauté de communes du Limouxin, un établissement public de coopération intercommunale (EPCI) à fiscalité propre créé le 2 décembre 2016 dont le siège est à Limoux. Ce dernier est par ailleurs membre d'autres groupements intercommunaux.
Sur le plan administratif, elle est rattachée à l'arrondissement de Limoux, au département de l'Aude, en tant que circonscription administrative de l'État, et à la région Occitanie.
Sur le plan électoral, elle dépend du canton de la Région-Limouxine pour l'élection des conseillers départementaux, depuis le redécoupage cantonal de 2014 entré en vigueur en 2015, et de la troisième circonscription de l'Aude  pour les élections législatives, depuis le redécoupage électoral de 1986.

### Liste des maires
| Période         | Identité       | Étiquette |
| --------------- | -------------- | --------- |
| avant 1995-2014 | Roger Soulères | PS        |
| 2014-en cours   | Anne Valmigère | SE-DVG    |

## Démographie
L'évolution du nombre d'habitants est connue à travers les recensements de la population effectués dans la commune depuis 1793. Pour les communes de moins de 10 000 habitants, une enquête de recensement portant sur toute la population est réalisée tous les cinq ans, les populations de référence des années intermédiaires étant quant à elles estimées par interpolation ou extrapolation. Pour la commune, le premier recensement exhaustif entrant dans le cadre du nouveau dispositif a été réalisé en 2005.

En 2022, la commune comptait 60 habitants, en évolution de +3,45 % par rapport à 2016 (Aude : +2,65 %, France hors Mayotte : +2,11 %).
| 1793 | 1800 | 1806 | 1821 | 1831 | 1836 | 1841 | 1846 | 1851 |
| ---- | ---- | ---- | ---- | ---- | ---- | ---- | ---- | ---- |
| 170  | 158  | 189  | 180  | 273  | 259  | 280  | 274  | 261  |

| 1856 | 1861 | 1866 | 1872 | 1876 | 1881 | 1886 | 1891 | 1896 |
| ---- | ---- | ---- | ---- | ---- | ---- | ---- | ---- | ---- |
| 249  | 243  | 221  | 228  | 186  | 188  | 179  | 165  | 150  |

| 1901 | 1906 | 1911 | 1921 | 1926 | 1931 | 1936 | 1946 | 1954 |
| ---- | ---- | ---- | ---- | ---- | ---- | ---- | ---- | ---- |
| 128  | 145  | 139  | 93   | 108  | 90   | 101  | 87   | 76   |

| 1962 | 1968 | 1975 | 1982 | 1990 | 1999 | 2005 | 2006 | 2010 |
| ---- | ---- | ---- | ---- | ---- | ---- | ---- | ---- | ---- |
| 69   | 55   | 61   | 63   | 62   | 58   | 67   | 66   | 71   |

| 2015 | 2020 | 2022 | - | - | - | - | - | - |
| ---- | ---- | ---- | - | - | - | - | - | - |
| 59   | 61   | 60   | - | - | - | - | - | - |

## Économie

### Emploi
| Division       | 2008   | 2013   | 2018   |
| -------------- | ------ | ------ | ------ |
| Commune        | 11,1 % | 5,7 %  | 3,1 %  |
| Département    | 10,2 % | 12,8 % | 12,6 % |
| France entière | 8,3 %  | 10 %   | 10 %   |

En 2018, la population âgée de 15 à 64 ans s'élève à 31 personnes, parmi lesquelles on compte 78,1 % d'actifs (75 % ayant un emploi et 3,1 % de chômeurs) et 21,9 % d'inactifs,. En  2018, le taux de chômage communal (au sens du recensement) des 15-64 ans est inférieur à celui de la France et du département, alors qu'en 2008 la situation était inverse.
La commune fait partie de la couronne de l'aire d'attraction de Limoux, du fait qu'au moins 15 % des actifs travaillent dans le pôle,. Elle compte 7 emplois en 2018, contre 13 en 2013 et 8 en 2008. Le nombre d'actifs ayant un emploi résidant dans la commune est de 24, soit un indicateur de concentration d'emploi de 30,5 % et un taux d'activité parmi les 15 ans ou plus de 46,4 %.
Sur ces 24 actifs de 15 ans ou plus ayant un emploi, 7 travaillent dans la commune, soit 28 % des habitants. Pour se rendre au travail, 88 % des habitants utilisent un véhicule personnel ou de fonction à quatre roues, 4 % s'y rendent en deux-roues, à vélo ou à pied et 8 % n'ont pas besoin de transport (travail au domicile).

### Activités hors agriculture
Deux établissements seulement relevant d’une activité hors champ de l’agriculture sont implantés  à Belcastel-et-Buc au 31 décembre 2019.

### Agriculture
|                                   | 1988 | 2000 | 2010 |
| --------------------------------- | ---- | ---- | ---- |
| Exploitations                     | 7    | 6    | 7    |
| Superficie agricole utilisée (ha) | 726  | 811  | 782  |

La commune fait partie de la petite région agricole dénommée « Pays de Sault ». En 2010, l'orientation technico-économique de l'agriculture  sur la commune est l'élevage d'herbivores hors bovins, caprins et porcins. Sept exploitations agricoles ayant leur siège dans la commune sont dénombrées lors du recensement agricole de 2010 (sept en 1988). La superficie agricole utilisée est de 782 ha.

## Culture locale et patrimoine

### Lieux et monuments
- Le château de Belcastel-et-Buc est un château en ruine aussi appelé château de Villardebelle.
- Église Notre-Dame du Buc, entièrement restaurée ouverte sur demande.

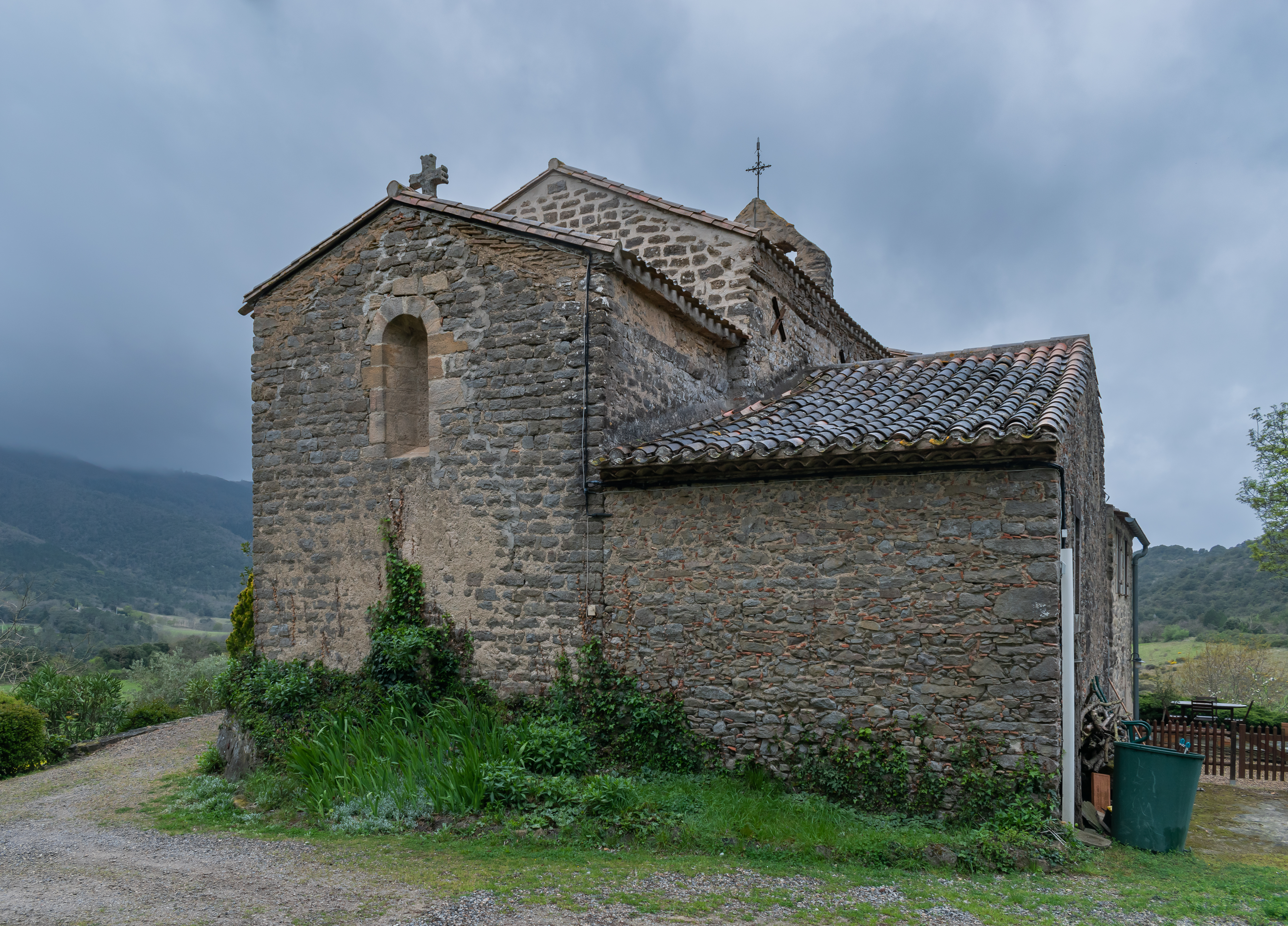
Église Notre-Dame du Buc
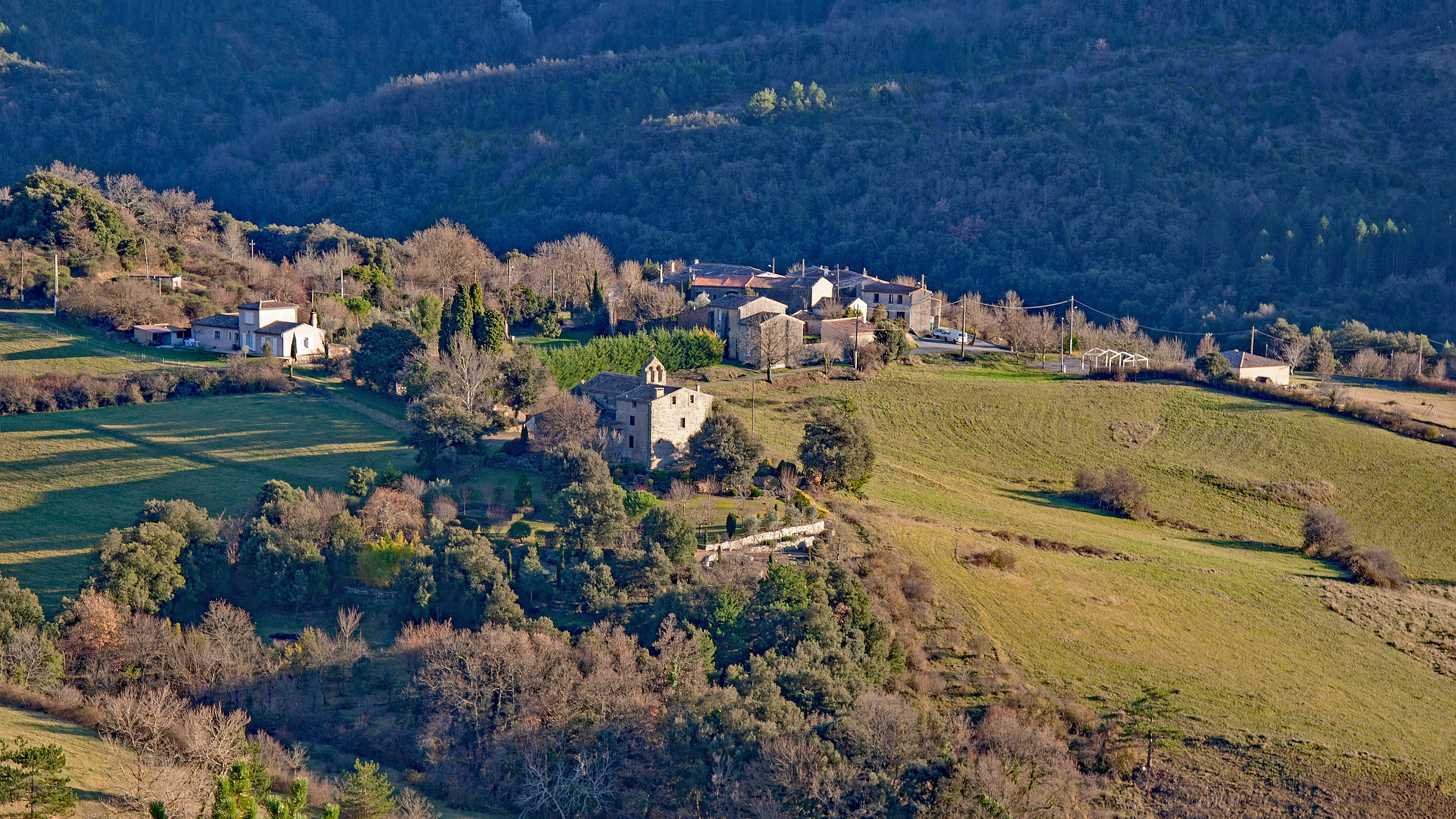
Le village vu de l'ouest.
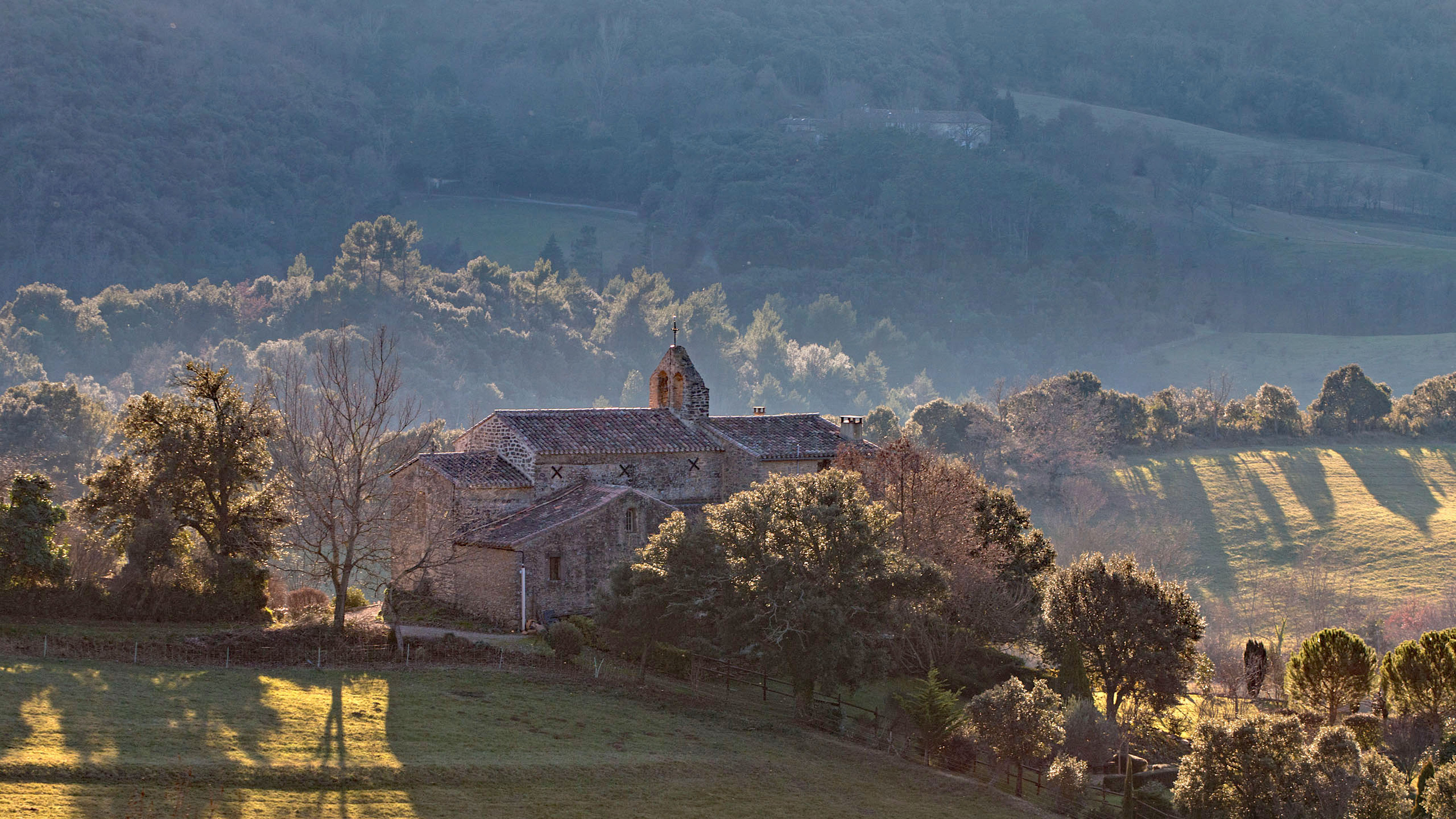
L'église.
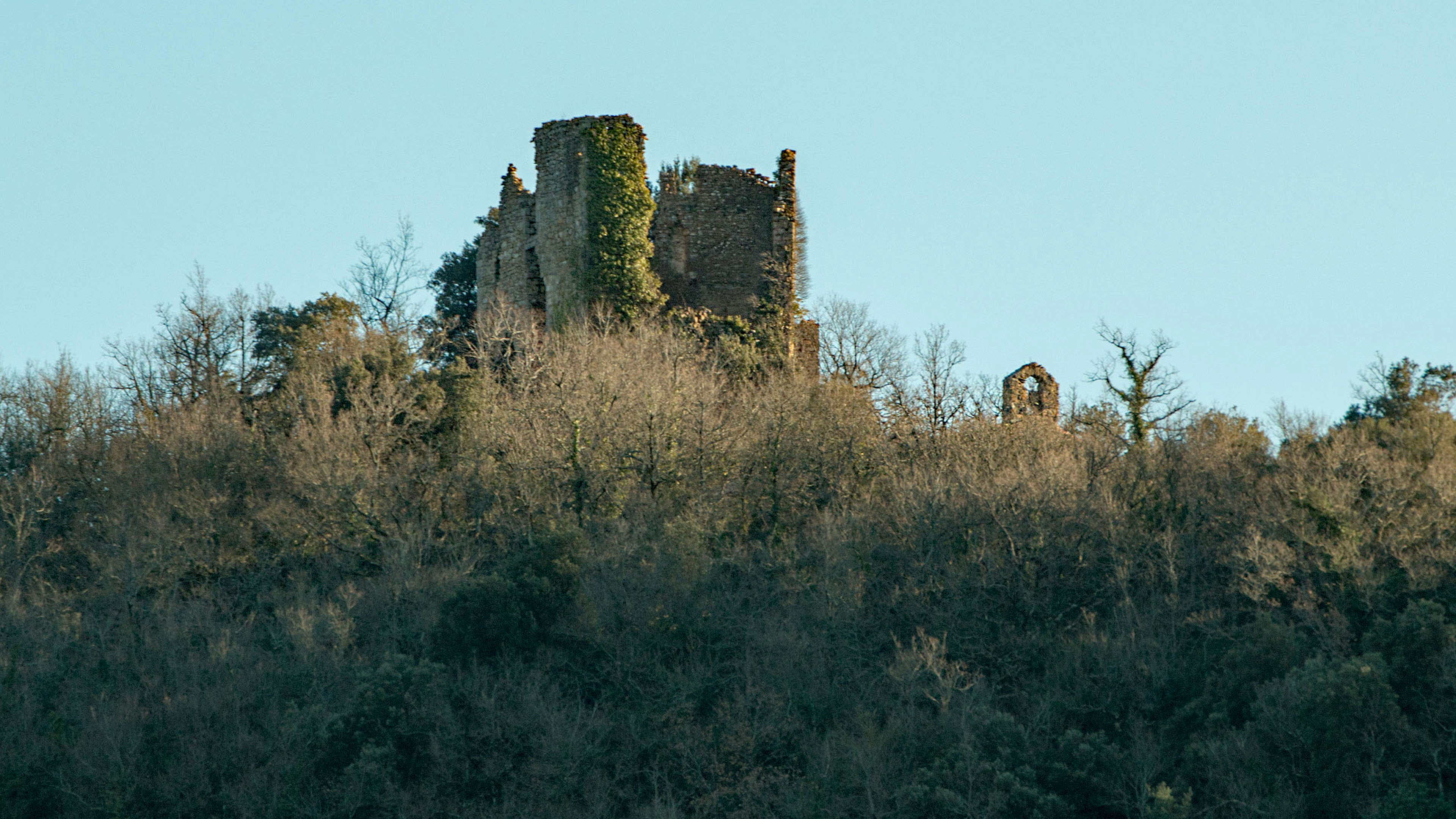
Ruines du château de Belcastel (Aude).

### Personnalités liées à la commune
Roger Soulères qui est resté maire pendant pas moins de 30 années et Anne Valmigère qui a repris la suite de 2014.

### Héraldique
| Blason de Belcastel-et-Buc | Blason  | Écartelé : au 1er et au 4e d’azur à la fasce d’or chargée d’un château du champ, au 2e et au 3e d’argent au lion de gueules. |
| Blason de Belcastel-et-Buc | Détails | Le statut officiel du blason reste à déterminer.                                                                             |